# Protolechia
Protolechia är ett släkte av fjärilar. Protolechia ingår i familjen stävmalar.

## Dottertaxa tillProtolechia, i alfabetisk ordning[1]
- Protolechia aclera
- Protolechia acricula
- Protolechia acroleuca
- Protolechia actinota
- Protolechia aeolopis
- Protolechia albifrons
- Protolechia amblopis
- Protolechia amphiplaca
- Protolechia ananeura
- Protolechia annularia
- Protolechia anthracina
- Protolechia arenaria
- Protolechia arganthes
- Protolechia argocentra
- Protolechia aspetodes
- Protolechia autopis
- Protolechia aversella
- Protolechia banausodes
- Protolechia bistellella
- Protolechia bistrigata
- Protolechia blacica
- Protolechia caminopis
- Protolechia catarrhacta
- Protolechia celidophora
- Protolechia cephalota
- Protolechia ceramica
- Protolechia chalazodes
- Protolechia chenias
- Protolechia chionoprora
- Protolechia chiradia
- Protolechia cladara
- Protolechia compsochroa
- Protolechia cosmotis
- Protolechia creberrima
- Protolechia crotalodes
- Protolechia crypsibatis
- Protolechia crypsicneca
- Protolechia cryptosperma
- Protolechia decaspila
- Protolechia deltodes
- Protolechia desmatra
- Protolechia diplanetis
- Protolechia diplonesa
- Protolechia elassopis
- Protolechia elpistis
- Protolechia emmeles
- Protolechia enchotypa
- Protolechia englypta
- Protolechia erudita
- Protolechia eumela
- Protolechia euprepta
- Protolechia euryarga
- Protolechia eustephana
- Protolechia exarista
- Protolechia flexilis
- Protolechia frugalis
- Protolechia furcifera
- Protolechia gorgonias
- Protolechia gypsocrana
- Protolechia haemaspila
- Protolechia hedana
- Protolechia hilara
- Protolechia hormodes
- Protolechia hylias
- Protolechia hypocneca
- Protolechia hypoleuca
- Protolechia invalida
- Protolechia involuta
- Protolechia iochlaena
- Protolechia lechriosema
- Protolechia leptosticta
- Protolechia liota
- Protolechia lithina
- Protolechia loemias
- Protolechia mechanistis
- Protolechia megalommata
- Protolechia megalosticta
- Protolechia melicrata
- Protolechia mesochra
- Protolechia mesopsamma
- Protolechia microdora
- Protolechia micropa
- Protolechia mitophora
- Protolechia molyntis
- Protolechia monoleuca
- Protolechia nana
- Protolechia nephelota
- Protolechia neurosticha
- Protolechia nothrodes
- Protolechia nyctias
- Protolechia obeliscota
- Protolechia obscura
- Protolechia ochrobathra
- Protolechia odorifera
- Protolechia orthanotos
- Protolechia pacifica
- Protolechia pelogramma
- Protolechia penthicodes
- Protolechia phasianis
- Protolechia phloeodes
- Protolechia phloeopola
- Protolechia platyzancla
- Protolechia plinthactis
- Protolechia polioxysta
- Protolechia prisca
- Protolechia proscripta
- Protolechia psephias
- Protolechia pyrrhica
- Protolechia sarisias
- Protolechia sciodes
- Protolechia scytina
- Protolechia secta
- Protolechia selenia
- Protolechia semiographa
- Protolechia sisyraea
- Protolechia sodalella
- Protolechia sodalisella
- Protolechia sporodeta
- Protolechia stratifera
- Protolechia subnexella
- Protolechia tabulata
- Protolechia taracta
- Protolechia telopis
- Protolechia temenitis
- Protolechia tetralychna
- Protolechia tetraploa
- Protolechia thermoplaca
- Protolechia thyridota
- Protolechia thyrsoptera
- Protolechia trachyphanes
- Protolechia trichalina
- Protolechia trichosema
- Protolechia trichroma
- Protolechia tridecta
- Protolechia trimetropis
- Protolechia trochias
- Protolechia tyroessa
- Protolechia vacatella
- Protolechia voluta
- Protolechia xanthocephala
- Protolechia xestolitha
- Protolechia xuthias